# 2018年世界冰球錦標賽
2018年世界冰球錦標賽是一場由丹麦城市哥本哈根主辦的國際冰上曲棍球比赛。其官方吉祥物比赛為鸭，設計靈感来自丹麦的作家和诗人安徒生的童话丑小鸭。

## 主辦國競選
有两个候選主辦國家（城市）參與競選。
- 丹麦
  - 哥本哈根/海宁

丹麦是唯一作為一個國際冰球排名居於前列，但卻從未舉辦世界盃的国家。候選場地為哥本哈根的皇家體育館以及海寧的Jyske Bank Boxen，这两个場館皆可容納12000名以上的觀眾。
- 拉脱维亚
  - 里加

拉脱维亚曾舉辦過2006世界冰球錦標賽，候選場地為里加体育馆和一個正在建造第二順位場地。
2014年5月23日候選結果公布， 最终丹麦以95-12獲選成為2018世界冰球錦標賽主辦國。

## 場地
| 哥本哈根                   | 2018年世界冰球錦標賽 (丹麦) | 海宁                             |
| 皇家體育館 容納量：12500名 | 2018年世界冰球錦標賽 (丹麦) | 日德蘭銀行拳擊館 容納量：12000名 |
|                            | 2018年世界冰球錦標賽 (丹麦) |                                  |

## 參與國家隊伍
- 奥地利^
- 白俄羅斯*
- 加拿大*
- 捷克*
- 丹麦†
- 芬兰*
- 法國*
- 德国*
- 拉脫維亞*
- 挪威*
- 俄羅斯*
- 斯洛伐克*
- 瑞典*
- 瑞士*
- 美国*

* = 2017年世界冰球錦標賽的前14名自動取得資格
^ = 2017年世界冰球錦標賽第一級晉級的
† = 身為主辦國取得參賽資格